# American Institute of Physics

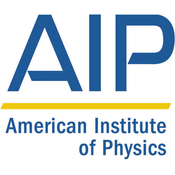
Logo

Het American Institute of Physics (AIP) is een overkoepelende organisatie van Amerikaanse wetenschappelijke genootschappen op het gebied van de natuurkunde. Het AIP organiseert bijeenkomsten en geeft wetenschappelijke tijdschriften uit. De onderliggende organisaties hebben samen ruim 135.000 leden. Het AIP is opgericht in 1931.

## leden
De member societies zijn.
- Acoustical Society of America
- American Association of Physicists in Medicine
- American Association of Physics Teachers
- American Astronomical Society
- American Crystallographic Association
- American Geophysical Union
- American Physical Society
- American Vacuum Society
- Optical Society
- Society of Rheology

Daarnaast zijn er nog 23 affiliated societies.

## publicaties
Het AIP geeft de volgende tijdschriften uit:
- AIP Advances
- AIP Conference Proceedings
- Applied Physics Letters
- Biomicrofluidics
- History of Physics Newsletter
- Journal of Applied Physics
- Journal of Chemical Physics
- Journal of Mathematical Physics
- Journal of Renewable and Sustainable Energy
- Journal of Physical and Chemical Reference Data
- Chaos
- Low Temperature Physics
- Physics of Fluids
- Physics of Plasmas
- Physics Today
- Review of Scientific Instruments

## externe link
officiële website